# Sôki
Sôki (dos, en selknam) fue un vehículo eléctrico de batería biplaza producido por el fabricante chileno Voze EV. Ha sido el único eléctrico de dicho país en comercializarse y el segundo en construirse —tras Lüfke—, por eso fue bautizado así. Es un microcoche de tres ruedas para uso urbano y su propósito es combinar las ventajas de tres vehículos: la comodidad y seguridad de un automóvil, la agilidad y homologación de una motocicleta, así como la ecología y economía de una bicicleta. Dispone de un motor eléctrico de 7 kW (10 HP) de potencia. Una carga completa tarda cerca de tres horas y tiene una autonomía de 60 kilómetros con una velocidad máxima de 60 km/h.

## Historia
Fue diseñado por Daniel Pavez (1977), ingeniero mecánico chileno de la Universidad de Santiago de Chile, y fabricado en el Centro para la Innovación y Desarrollo de la Industria, ubicado en la comuna de Quinta Normal en la ciudad de Santiago. Fue presentado y lanzado al mercado chileno el 22 de septiembre de 2015 en el frontis de la Municipalidad de Quinta Normal. Su primera entrega estaba estimada para 2016, cuando llegaría a Europa, pero el proyecto finalizó por baja demanda en 2017.